# 30 años de Locura
30 años de Locura es el cuarto y último álbum en directo de la banda de rock argentino Virus, registrado en el show por los festejos del 30 aniversario del álbum "Locura", en el  Teatro Ópera, el 22 de agosto de 2015.

## Historia
Al celebrarse el 30 aniversario de su quinto disco Locura (trabajo que los consagró en los años 80 como una de las mejores bandas de rock latinoamericano), Virus decide festejarlo con un show, en el mítico Teatro Ópera  (lugar donde presentaron el álbum por primera vez).
Con un lleno total, y entradas agotadas semanas antes del show, la banda decide registrar ese momento en vivo.
El resultado, fue un álbum con las canciones de Locura, y nueve clásicos más de la banda, agregados como bonus tracks, también registrados en el mismo show. 
Para este espectáculo, invitaron a un cuarteto de cuerdas (integrado por Federico Scholand, Olga Kneeteman, Belén Echeveste y Pablo Carreras), para reversionar, de manera unplugged, los clásicos "Transeúnte sin identidad", "Danza narcótica" y "¿Qué hago en Manila?".
El trabajo (que se publicó bajo el sello Sony Music Argentina), fue lanzado el 4 de diciembre de 2015 en plataformas digitales, y el 11 de diciembre de ese mismo año, de manera oficial, en formato CD.

## Lista de canciones
- LOCURA

| N.º | Título                             | Música               | Escritor(es)                    | Duración |  |
| 1.  | «Intro»                            | Fernando Montelenone |                                 | 3:39     |  |
| 2.  | «Pronta entrega»                   | Julio Moura          | Federico Moura                  | 3:59     |  |
| 3.  | «Destino circular»                 | Julio Moura          | Federico Moura, Roberto Jacoby  | 3:42     |  |
| 4.  | «Pecados para dos»                 | Enrique Mugetti      | Roberto Jacoby, Enrique Mugetti | 4:06     |  |
| 5.  | «Tomo lo que encuentro»            | Julio Moura          | Roberto Jacoby, Julio Moura     | 4:31     |  |
| 6.  | «Dicha feliz (Voz: Daniel Sbarra)» | Federico Moura       | Roberto Jacoby                  | 3:42     |  |
| 7.  | «Lugares comunes»                  | Julio Moura          | Federico Moura                  | 3:03     |  |
| 8.  | «Una luna de miel en la mano»      | Federico Moura       | Eduardo Costa                   | 5:37     |  |
| 9.  | «Sin disfraz»                      | Federico Moura       | Federico Moura, Roberto Jacoby  | 5:19     |  |

- BONUS TRACKS

| N.º   | Título                                    | Música                                         | Escritor(es)                   | Duración |  |
| 10.   | «Transeúnte sin identidad»                | Federico Moura                                 | Federico Moura, Roberto Jacoby | 4:43     |  |
| 11.   | «Danza narcótica (Voz: Daniel Sbarra)»    | Daniel Sbarra                                  | Roberto Jacoby, Federico Moura | 3:48     |  |
| 12.   | «¿Qué hago en Manila? (Voz: Julio Moura)» | Julio Moura                                    | Julio Moura y Federico Moura   | 4:18     |  |
| 13.   | «Me puedo programar»                      | Julio Moura                                    | Federico Moura                 | 2:46     |  |
| 14.   | «Imágenes paganas»                        | Daniel Sbarra, Enrique Mugetti, Federico Moura | Roberto Jacoby, Federico Moura | 4:41     |  |
| 15.   | «El probador»                             | Julio Moura                                    | Federico Moura                 | 3:45     |  |
| 16.   | «Amor descartable»                        | Julio Moura                                    | Federico Moura                 | 3:08     |  |
| 17.   | «Wadu Wadu»                               | Julio Moura                                    | Federico Moura                 | 4:29     |  |
| 18.   | «Mirada Speed»                            | Julio Moura                                    | Federico Moura, Roberto Jacoby | 3:43     |  |
| 72:52 |                                           |                                                |                                |          |  |

## Músicos
Virus
- Marcelo Moura: Voz
- Julio Moura: Guitarras. Voz en "¿Qué Hago en Manila?"
- Daniel Sbarra: Guitarras, Lap Steel, Coros. Voz en "Dicha Feliz" y "Danza Narcótica"
- Fernando Monteleone: Teclados y coros
- Nicolás Méndez: Batería y efectos electrónicos
- Ariel Naón: Bajo, Coros y guitarra acústica.

Músicos invitados
- Federico Scholand: Volín en "Transeúnte sin identidad", "Danza narcótica" y "¿Qué hago en Manila?"
- Olga Kneeteman: Viola en "Transeúnte sin identidad", "Danza narcótica" y "¿Qué hago en Manila?"
- Belén Echeveste: Violonchelo en "Transeúnte sin identidad", "Danza narcótica" y "¿Qué hago en Manila?"
- Pablo Carreras: Violín en "Transeúnte sin identidad", "Danza narcótica" y "¿Qué hago en Manila?"

## Créditos
Créditos adaptados de las notas de "30 años de Locura"
- Ingeniero de Grabación: Rolando Obregón (Estudio Móvil de Romaphonic)
- Asistentes: Francisco Trillini, Pablo Belza
- Ingeniero de mezcla: Adrián Bilbao en Estudio AB Mix
- Mastering: Andrés Mayo
- Diseño de arte: Leo Santos
- Fotografías: Guido Adler
- Dirección A&R: Pablo Durand / A&R: Nacho Soler

PRODUCE CRACK:
- Producción Mánager: Sonia Rocca
- Prensa: Marisa Arias
- Social Media Mánager: Carolina Lacobara
- Administración y finanzas: Marisú Ferreres
- Producción Ejecutiva: Eduardo Rocca
- Management Exclusivo: Produce Crack
- Web: virusvivo.com